# Joaquim José da Graça

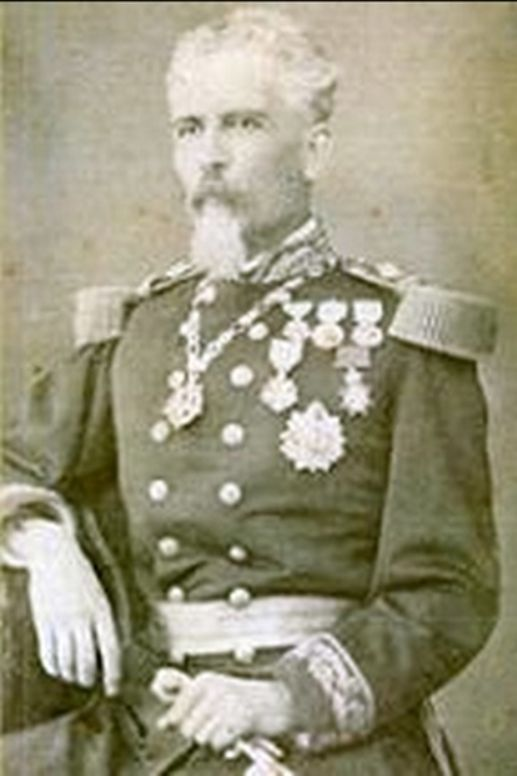
Joaquim José da Graça (1882)

Joaquim José da Graça (* 6. Oktober 1825 in Alcântara (Lissabon), Portugal; † 25. September 1889) war ein portugiesischer Militär und Kolonialverwalter.
Vom 26. Juni 1870 bis 4. September 1870 war Graça Gouverneur von Angola (Portugiesisch-Westafrika). Vom 28. November 1879 bis zum 24. März 1883 bekleidete er im Range eines Majors der Infanterie das Amt des Gouverneurs von Macau. Danach kehrte er nach Portugal zurück. Sechs Jahre später starb er.